# Lista de navios da Segunda Guerra Mundial (Q)
A Lista de navios da Segunda Guerra Mundial contém grandes embarcações militares da guerra, organizadas em ordem alfabética e por tipo. A lista inclui navios armados que serviram durante a guerra e no período imediatamente posterior, incluindo operações de combate em andamento, rendições de guarnições, ocupação pós-rendição, re-ocupação de colônia, repatriação de tropas e prisioneiros, até o final de 1945. Para embarcações menores, veja também a lista de navios da Segunda Guerra Mundial com menos de 1000 toneladas. Alguns navios Eixo incompletos estão incluídos, por interesse histórico. Os navios são designados para o país sob o qual operaram durante o período mais longo da Segunda Guerra Mundial, independentemente de onde foram construídos ou histórico de serviço anterior. Submarinos mostram deslocamento submerso.

## Navios
| Navio           | País                       | Classe          | Tipo                    | Deslocamento (t) | Comissionamento        | Destino                           |
| --------------- | -------------------------- | --------------- | ----------------------- | ---------------- | ---------------------- | --------------------------------- |
| Quadrant        | Marinha Real Britânica     | Q               | Contratorpedeiro        | 1 692            | 26 de novembro de 1942 | Transferido para a Austrália      |
| Quail           | Marinha Real Britânica     | Q               | Contratorpedeiro        | 1 692            | 7 de janeiro de 1943   | Afundou em 18 de maio de 1944     |
| Quality         | Marinha Real Britânica     | Q               | Contratorpedeiro        | 1 692            | 7 de setembro de 1942  | Transferido para a Austrália      |
| Quantock        | Marinha Real Britânica     | Hunt            | Contratorpedeiro        | 1 050            | 6 de fevereiro de 1941 | Transferido para a Equador        |
| Queen           | Marinha Real Britânica     | Ruler           | Porta-aviões de escolta | 8 333            | 7 de dezembro de 1943  | Desmontado                        |
| Queen Elizabeth | Marinha Real Britânica     | Queen Elizabeth | Couraçado               | 33 110           | 22 de dezembro de 1914 | Desmontado                        |
| Queenborough    | Marinha Real Britânica     | Q               | Contratorpedeiro        | 1 692            | 15 de setembro de 1942 | Transferido para a Austrália      |
| Quentin         | Marinha Real Britânica     | Q               | Contratorpedeiro        | 1 692            | 15 de abril de 1942    | Afundado em 2 de dezembro de 1942 |
| Quesnel         | Marinha Real Canadense     | Flower          | Corveta                 | 925              | 23 de maio de 1941     | Desmontado                        |
| Quetta          | Marinha Real Indiana       | Basset          | Draga-minas             | 529              | 1941                   |                                   |
| Quiberon        | Marinha Real Britânica     | Q               | Contratorpedeiro        | 1 692            | 6 de julho de 1942     | Transferido para a Austrália      |
| Quick           | Marinha dos Estados Unidos | Gleaves         | Contratorpedeiro        | 1 630            | 3 de julho de 1942     | Desmontado                        |
| Quickmatch      | Marinha Real Britânica     | Q               | Contratorpedeiro        | 1 692            | 14 de setembro de 1942 | Transferido para a Austrália      |
| Quidora         | Armada do Chile            | H               | Submarino               | 441              | 1917                   | Desmontado                        |
| Quilliam        | Marinha Real Britânica     | Q               | Contratorpedeiro        | 1 692            | 22 de outubro de 1942  | Transferido para as Países Baixos |
| Quincy (CA-39)  | Marinha dos Estados Unidos | New Orleans     | Cruzador pesado         | 9 375            | 6 de junho de 1936     | Afundado em 9 de agosto de 1942   |
| Quincy (CA-71)  | Marinha dos Estados Unidos | Baltimore       | Cruzador pesado         | 13 600           | 15 de dezembro de 1943 | Desmontado                        |
| Quorn           | Marinha Real Britânica     | Hunt            | Contratorpedeiro        | 1 050            | 21 de setembro de 1940 | Afundado em 3 de agosto de 1944   |